# Municipio de Orsa
Orsa (en sueco: Orsa kommun) es un municipio de la provincia de Dalarna, Suecia, en la provincia histórica de Dalecarlia. Su sede se encuentra en la localidad de Orsa. El municipio es uno de los pocos de Suecia que no se ha fusionado y conserva su área desde el momento en que se instituyó como entidad municipal en 1863.

## Localidades
Hay dos áreas urbanas (tätort) en el municipio:
| # | Tätort      | Población |
| - | ----------- | --------- |
| 1 | Orsa        | 5493      |
| 2 | Skattungbyn | 311       |

## Demografía

### Desarrollo poblacional
| Gráfica de evolución demográfica de Orsa entre 1970 y 2015 |
|                                                            |
| Fuente: SCB                                                |